# Такаґі Ватару
Такаґі Ватару (яп. 高木渉) — японський сейю і театральний актор, актор з Тіба. Він працює з Arts Vision.
Він є найвідомішим за його роль в Детектив Конан (як Гента Кодзіма і директор Ватару Такагі), після війни Gundam X (як Garrod Ran), Slayers Try (як Valgaav),  Beast Wars: Трансформатори серії (як Cheetas), Крутий Учитель Онідзука (Еїкічі Онідзука), Hajime no Ippo (як Масару Аокі), Наруто (як Обіто Учіха), п'ята серія GeGeGe НЕ Kitaro (як Незумі Отоко), Yes! PreCure 5 (як Bunbee) і Super Robot Wars серії (як Сенсіт Роа). Такагі є офіційним японський голосом Daffy Duck.

## Озвучення аніме

### 2014
- Wizard Barristers: Benmashi Cecil — Сесері Тено

### 2013
- Бейонетта: Кривава доля — Ендзо
- Перший крок [ТВ-3] — Масару Аокі
- Детектив Конан (фільм 17) — Гент Кодзіма
- Детектив Конан (фільм 17) — Ватару Такагі

### 2012
- Детектив Конан OVA-12 — Гент Кодзіма
- Детектив Конан OVA-12 — Ватару Такагі
- Детектив Конан (фільм 16) — Гент Кодзіма
- Детектив Конан (фільм 16) — Ватару Такагі

### 2011
- Детектив Конан OVA-11 — Гент Кодзіма
- Детектив Конан Магія файлу 2011 — Гент Кодзіма
- Детектив Конан (фільм 15) — Ватару Такагі
- Детектив Конан (фільм 15) — Гент Кодзіма
- Історії ери Сева [ТВ] — Ре Такаянагі
- Вельзевул [ТВ] — Ален Делон

### 2010
- Вельзевул OVA — Ален Делон
- Покійні — Тацумі
- Детектив Конан (фільм 14) — Ватару Такагі
- Детектив Конан (фільм 14) — Гент Кодзіма
- Детектив Конан OVA-10 — Гент Кодзіма
- Mudazumo Накі Kaikaku: Легенда про Коідзумі — Кім Чон Нам
- Мобільний воїн Ганді Єдиноріг — Альберто Віст

### 2009
- Renzoku Ningyou Katsugeki: Шин Sanjuushi — Портос
- Класичні історії — Хорик
- Сказання Веспер: Перший Удар — Градал
- 8-Gatsu немає Симфонія: Сібуя 2002—2003 — Такесі Ісіда
- Детектив Конан OVA-9 — Гент Кодзіма
- Детектив Конан (фільм 13) — Гент Кодзіма
- Детектив Конан (фільм 13) — Ватару Такагі
- Перший крок [ТВ-2] — Масару Аокі

### 2008
- Детектив Конан OVA-8 — Ватару Такагі
- Детектив Конан OVA-8 — Гент Кодзіма
- Один на виліт — Накане
- Initial D Extra Етап 2: Tabidachi немає Зелений — Кендзі
- Детектив Конан (фільм 12) — Гент Кодзіма
- Детектив Конан (фільм 12) — Ватару Такагі
- Meitantei Конан Магія файлу 2 — Гент Кодзіма
- Zenryoku Усаги — Ояката

### 2007
- Детектив Конан (фільм 11) — Гент Кодзіма
- Лускунчик Кітаро [ТВ-5] — Недзумі отоко
- Детектив Конан OVA-7 — Гент Кодзіма
- Новий Дораемон 2007 (фільм другий) — Учитель

### 2006
- Gekijouban Doubutsu але Морі — Джонні
- Токко: Пробудження Диявола — Каору Кунікіда
- Детектив Конан (фільм 10) — Гент Кодзіма
- Детектив Конан (фільм 10) — Ватару Такагі
- Хеллсинг OVA — Ян Валентайн
- Аякасі: Класика японських жахів — Емосіті Сато

### 2005
- Детектив Конан OVA-5 — Гент Кодзіма
- Touhai Densetsu Акагі: Ями Ni Maiorita Tensai — Яги
- Дораемон-2005 — Учитель Нобіта
- Детектив Конан (фільм 09) — Гент Кодзіма
- Детектив Конан (фільм 09) — Ватару Такагі
- Kabutomushi Ouja Mushiking — Бібі
- Стовідсоткова клубничка [ТВ] — Коміяма
- Закон Уекі — Карл Паччах

### 2004
- Бліч [ТВ] — Гандзю Сіба
- Initial D Четвертий етап — Кендзі
- Детектив Конан (фільм 08) — Гент Кодзіма
- Ангели Смерті [ТВ] — Вонг
- На північ за алмазної пилом — Нагай (еп. 8-9)
- Мертві листи: Зоряна тюряга — знахар
- Гокусен — Міята

### 2003
- Детектив Конан OVA-3 — Гент Кодзіма
- Popolocrois — Марко / Дон
- Перший крок OVA — Аокі
- Театр Руміко Такахасі — Чоловік Юко (еп. 1)
- Попелюшка Хлопчик — Араміс
- Детектив Конан (фільм 07) — Гент Кодзіма
- Перший крок: Шлях чемпіона — Аокі
- Ліцензований королівством — Фрост

### 2002
- Детектив Конан OVA-2 — Ватару Такагі
- Детектив Конан OVA-2 — Гент Кодзіма
- Нескінченна одіссея капітана ХАРЛОК — Ну Ді
- Megami Kouhosei OVA — Гареас Елідд
- Initial D Battle Stage — Кендзі
- Екс-водій фільм — Девід
- Детектив Конан (фільм 06) — Гент Кодзіма
- Нахабний ангел — Гендзі Сога
- Хармагеддон [ТВ] — Дан

### 2001
- Какуто рері Densetsu Бістро Рецепт — Хаодзі
- Хелсінг: війна з нечистю — Лейф (еп. 2)
- Скрайд — Джордж Тацуно
- Шаман Кинг — Токагеро
- Детектив Конан (фільм 05) — Гент Кодзіма
- Initial D Третій етап — Кендзі
- Zoids Shinseiki / Zero — Гаррі Чамп

### 2000
- Детектив Конан OVA-1 — Гент Кодзіма
- Легендарний гравець Тецуя — Данте
- Перший крок [ТВ-1] — Масару Аокі
- Детектив Конан (фільм 04) — Ватару Такагі
- Детектив Конан (фільм 04) — Гент Кодзіма
- Ayashi немає Церера — Хаяма
- Монстр Ферма: Легенда електронної немає Мічі — Суедзо
- Megami Kouhosei ТВ — Гареас Елідд

### 1999
- Вуличний боєць Альфа OVA-1 — Адон
- Initial D Second Stage — Кендзі
- Ексель-Сага — Коси Рікудо
- Me-gumi no Daigo — Дайго Асахіна
- Крутий вчитель Онідзука — Ейкіті Онідзука
- Тенті — зайвий! (фільм третій) — Камідаке
- Saiyuki — Гендзі Сандзо
- Детектив Конан (фільм 03) — Гент Кодзіма
- Захисники Космосу: Анджел Лінкс — Горю
- Arc the Lad — Альфред
- Aoyama Goushou Tanpenshuu — Кейсуке Хара
- Бродяга Кенсін OVA-1 — Сінсаку Такасугі

### 1998
- Ван-Піс (Пайлот) — Ророноа Зоро
- Покемон (фільм 01) — Уміо
- Initial D First Stage — Кендзі
- Детектив Конан (фільм 02) — Гент Кодзіма

### 1997
- Princess Rouge — Юсуке Мідзукі
- Полум'я Реккі — Кутібасімару
- Ninpen Manmaru — Ганкіті
- Детектив Конан (фільм 01) — Гент Кодзіма
- Рубаки [ТВ-3] — Вальгарв
- Покемон [ТВ] — Уміо
- Тенті - зайвий! [ТВ-2] — Камідаке

### 1996
- Chouja Raideen — Сінобу Кайдо
- Мобільний ГАНДІ Ікс — Гаррод Ран
- Fire Emblem: Monshou no Nazo — Барц
- Бродяга Кенсін [ТВ] — Генг Онідзакі / Татевакі Синдо
- Детектив Конан [ТВ] — Гент Кодзіма
- Детектив Конан [ТВ] — Ватару Такагі

### 1995
- Mojakou — Пітекан
- Какюсей OVA-1 — Какесі
- H2 — Хіронага
- Тенті - зайвий! [ТВ-1] — Камідаке
- Армитаж III — Лоуел Ганц

### 1994
- Mahoujin Guru Guru TV — Гайл
- Тенті — зайвий! Ре-о-ки 2 — Камідаке
- Samurai Spirits: Haten Gouma no Shou — Гальфорд
- Легенда про принцесу Білосніжку — Бет
- Red Baron — Тятацу Момонарі
- Хлопчик-мармелад [ТВ] — Акіра Мідзутані
- Криза Нацукі — Кобасью

### 1993
- Aoki Densetsu Shoot! — Віллі Рейнхард
- Emblem Take 2 — Ейті Асано
- Тенті - зайвий! Ніч перед Карнавалом — Камідаке
- Ryuuseiki Gakusaver — Судзукі
- Яйба, самурай-легенда — Хітоде-отоко
- Kyou Kara Ore Wa!! — Кояма
- Красуня-воїн Сейлор Мун Ер [ТВ] — Рубеус
- Безвідповідальний капітан Тайлор [ТВ] — Ренанді

### 1992
- Eien no Filena — Кастер
- Wolf Guy — Доктор Ісідзука
- Tsuyoshi Shikkari Shinasai — Тора
- Тенті - зайвий! Ре-о-ки — Камідаке
- Kyukioku no Sex Adventure Kamasutra — Детектив

### 1991
- Otohime Connection — Хаясі-кун
- Це Грінвуд — Янагісава
- Фільм про отаку 1982 & 1985 — Кітадзіма

### 1990
- Ankoku Shindenshou Takegami — Раго
- Коти-Самураї — Готтон

### Відеоігри
- Anarchy Reigns[en] (Blacker Baron)
- Arunamu no Tsubasa: Shōjin no Sora no Kanatahe (Shuren)
- Azito 3 (Masatsugu)
- Backguiner (Masamitsu)
- Crash Team Racing (Komodo Joe[en])
- Ganbare Goemon: Oedo Daikaiten[en] (Ekorori)
- GeGeGe no Kitarō: Yokai Daiun Dōkai (Nezumi-Otoko)
- SD Gundam G Generation[en] Series (Garrod Ran)
- Gotcha Force[en] (Tetsuya, Nekobē, Desuburen)
- Front Mission 5: Scars of the War[en] (Edward Collins)
- Hagane no Renkinjutsushi 3: Kami o Tsugu Shōjo[en] (Second Lieutenant Boris Hammer)
- Hokuto Musou[en] (Jagi)
- Initial D Arcade Stage[en] (Kenji)
- Jak II[en] (Pecker)
- JoJo's Bizarre Adventure: All Star Battle (Okuyasu Nijimura)
- Kingdom Hearts Birth by Sleep[en] (Experiment 211 (Sparky))
- Kunochi[en] (Onibi)
- Legend of Legaia[en] (Vahn)
- One Piece Grand Battle! 3 (Bellamy the Hyena)
- One Piece: Pirates' Carnival[en] (Bellamy the Hyena)
- One Piece: Gigant Battle 2! New World (Vander Decken IX)
- Pocket Fighter[en] (Zangief[en])
- Power Stone[en] series (Jack)
- Ratchet & Clank (Skidd McMarxx)
- Ratchet & Clank: Up Your Arsenal[en] (Skidd McMarxx)
- Marvel Super Heroes vs. Street Fighter[en] (Zangief)
- Marvel vs. Capcom: Clash of Super Heroes[en] (Zangief, Arthur[en])
- Marvel vs. Capcom 2: New Age of Heroes[en] (Zangief)
- Rockman 8: Metal Heroes[en] (Swordman, Frostman)
- Rockman X6[en] (Commander Yammark, Infinity Mijinion, Doglas)
- Rockman X7[en] (Flame Hyenard, Tornado Debonion)
- Rockman ZX (Purprill the Mandroid)
- Project X Zone[en] (Ciseaux)
- Sakura Taisen 3 ~Parihamoe Teiruka~ (Ciseaux)
- Shaman King: Soul Fight[en] (Tokagerō)
- Shaman King: Spirit of Shamans[en] (Tokagerō)
- Skylanders: Spyro's Adventure[en] (Hugo)
- Skylanders: Giants[en] (Hugo)
- SNK vs. Capcom: SVC Chaos[en] (Hugo)
- Shinobi[en] (Young Hiruko)
- Sonic Colors (Cubot)
- Sonic Lost World (Cubot)
- Soul Calibur (Hwang Seong-gyeong[en])
- Soul Edge[en] (PlayStation edition) (Heishirō Mitsurugi[en], Hwang Seong-gyeong)
- Street Fighter III: New Generation[en] (Ryū[en], Yang[en])
- Street Fighter III 2nd Impact: Giant Attack[en] (Ryū, Yang, Hugo[en])
- Street Fighter EX[en] (Zangief)
- Street Fighter EX2[en] (Zangief, Doctrine Dark[en])
- Street Fighter EX3[en] (Zangief, Doctrine Dark)
- Street Fighter Zero[en] (Birdie[en], Sodom[en], Adon[en])
- Street Fighter Zero 2[en] (Birdie, Sodom, Adon, Zangief, Gen[en])
- Street Fighter Zero 3[en] (Birdie, Sodom, Adon, Zangief, Gen)
- Street Fighter X Tekken[en] (Hugo)
- Summon Night 3[en] (Bijū)
- Super Robot Wars[en] series (Senshi Roar, Garrod Ran, Fernando Albark)
- Tekken 2 (Lei Wulong[en])
- Tomb Raider (Larson Conway)
- Tomb Raider Chronicles (Larson Conway)
- Ultra Street Fighter IV[en] (Hugo)
- Uncharted: Drake's Fortune (Eddy Raja)
- X-Men vs. Street Fighter[en] (Zangief)
- Xenogears (Timothy)
- Zeus II: Carnage Heart[en] (Ramiam McGaia)

### Дорама CDs
- Setsunai Koi Daze (Oozawa)

### Токусатсу
- Ressha Sentai ToQger[en] (Soujiki Shadow)
- Engine Sentai Go-onger[en] (Bin Banki, / Mahōbin Banki)
- Tensou Sentai Goseiger[en] (Hidou of the Swift Runner)
- Kamen Rider Den-O[en] (Armadillo[en] Imagin)
- Kaizoku Sentai Gokaiger[en] (Nanonanoda)
- Tokumei Sentai Go-Busters[en] (Copyloid)
- Zyuden Sentai Kyoryuger[en] (Debo Kantokku)

### Дубляж ролі

#### Живої дії
- Джек Блек
  - High Fidelity[en] (Barry)
  - Любов зла (Hal Larson)
  - Суперначо (Ignacio/Nacho)
  - Перемотка (Jerry Mclean)
  - Мандри Гулівера (Lemuel Gulliver)
  - Великий рік (Brad Harris)
- Куба Гудінг (молодший)
  - Ніч страшного суду (Mike Peterson)
  - Перл-Гарбор (2004 TV Asashi edition (Petty Officer Doris Miller))
  - Боротьба зі спокусами (Darrin Hill)
  - End Game[en] (Alex Thomas)
  - Daddy Day Camp[en] (Charlie Hinton)
- Кріс Рок
  - Смертельна зброя 4 (2001 NTV and 2003 TV Asashi editions (Lee Butters))
  - Назад на землю (Lance Barton)
  - Погана компанія (Jake Hayes/Kevin Pope/Michael Turner)
  - Боулінг для Колумбіни (Chris Rock)
- Шон Вільям Скотт
  - Американський пиріг (Steve Stifler)
  - American Pie 2 (Steve Stifler)
  - Еволюція (Wayne Grey)
  - American Wedding (Steve Stifler)
  - American Reunion (Steve Stifler)
- 24 (Lynn McGill)
- 50 перших поцілунків (Doug Whitmore (Шон Астін))
- 8 Simple Rules[en] (C.J. Barnes)
- Анаконда 2: Полювання на прокляту орхідею (Cole Burris)
- Погані хлопці 2 (TV edition) (Marcus Burnett)
- Поганий Санта (Marcus (Tony Cox[en]))
- Співучасник (Max Durocher)
- College Road Trip[en] (Doug Greenhut (Donny Osmond[en]))
- Швидка допомога (Doctor Victor Clemente)
- Фред Клаус, брат Санти (Nicholas «Nick» Claus (Пол Джаматті))
- Гарфілд (Nermal)
- Ґодзілла (TV edition) (Doctor Niko «Nick» Tatopoulos)
- Гаррі Поттер і таємна кімната (Dobby)
- Сам удома 2: Загублений у Нью-Йорку (Fuji TV edition) (Buzz McCallister)
- Horrible Bosses (Dale Arbus (Чарлі Дей))
- Люблю тебе, чувак (Doug Evans (Thomas Lennon[en]))
- День незалежності (Miguel Casse)
- Залізна людина (Джеймс "Роуді" Роудс (Терренс Говард))
- Джобс (Стів Возняк (Джош Ґад))
- Нічого собі поїздочка (Fuller)
- LAX[en] (Henry Engels)
- Знайомство зі спартанцями (Леонід I (Шон Магуайр))
- Я, знову я та Ірен (Shonté Jr. Baileygates (Jerod Mixon[en]))
- Люди в чорному 2 (TV edition) (Scrad, Charlie)
- Мумія повертається (Fuji TV edition) (Izzy Buttons)
- Muppets Tonight[en] (Sal Minella, Pepe)
- Ніч у музеї 2 (Brandon (Джона Гілл))
- Тривожна кімната (TV edition) (Junior)
- Потанцюймо? (Nippon TV edition) (Chic)
- Дій, сестро 2: Знову за старе (Richard «Sketch» Pinshum)
- Зміїний політ (Troy)
- Син Маски (Otis)
- Надприродне (Ed)
- S.W.A.T.: Спецназ міста янголів (Police Officer Third Grade Brian Gamble)
- Перевага (Martin (Clifton Collins, Jr.[en]))
- Трансформери (Glen Whitmann)
- Справжнє кохання (TV Tokyo edition) (Floyd)
- Ван Хелсінг (Video edition) (Friar Carl)
- Не краса по-американськи (Giovanni «Gio» Rossi)
- Хижаки (Stan)

#### Анімація
- Тачки (Boost, DJ, Wingo, Snot Rod)
- Duck Dodgers[en] (Duck Dodgers)
- Ed, Edd n Eddy[en] (Eddy)
- The Garfield Show[en] (Garfield)
- The Incredibles (trailer) (Frozone/Lucius Best)
- Kung Fu Panda (Zen)
- Русалонька 2: Повернення до моря (Tip the Penguin)
- Looney Tunes (Даффі Дак)
- The Looney Tunes Show[en] (Даффі Дак)
- My Little Pony: Friendship Is Magic (Flim)
- Нові пригоди Вінні-Пуха (Smudge)
- Оггі та кукарачі (Joey)
- Пінгвіни Мадагаскару (Dr. Blowhole)
- Scaredy Squirrel[en] (Scaredy)
- Людина-павук (Cartoon Network edition) (Hobie Brown/Prowler[en])
- Людина-павук та його дивовижні друзі (Людина-крига, Капітан Америка (video edition))
- The Tom and Jerry Show[en] (Tom)
- Вперед і вгору (Gamma the Bulldog)
- X-Men[en] (Toon Disney edition) (Людина-крига)